# Тохоку (посёлок)
Тохоку (яп. 東北町 То:хоку-мати) — посёлок в Японии, находящийся в уезде Камикита префектуры Аомори. Площадь посёлка составляет 326,71 км², население — 18 852 человека (1 августа 2014), плотность населения — 57,70 чел./км².
В Тохоку раполагается станция высоковольтной линии постоянного тока, соединяющей острова Хоккайдо и Хонсю.

## Географическое положение
Посёлок расположен на острове Хонсю в префектуре Аомори региона Тохоку. С ним граничат города Товада, Мисава, посёлки Ситинохе, Нохедзи, Рокунохе, Хиранай и село Роккасё.

## Население
Население посёлка составляет 18 852 человека (1 августа 2014), а плотность — 57,70 чел./км². Изменение численности населения с 1980 по 2005 годы:
| 1980 | 22 587 чел. |  |
| 1985 | 22 333 чел. |  |
| 1990 | 21 553 чел. |  |
| 1995 | 21 270 чел. |  |
| 2000 | 20 591 чел. |  |
| 2005 | 20 016 чел. |  |

## Символика
Деревом посёлка считается сосна, цветком — цветок сакуры, птицей — лебедь.